# Guachetá
Guachetá es un municipio colombiano del departamento de Cundinamarca, ubicado en la Provincia de Ubaté, a 118 km de Bogotá. Conocido por su producción de carbón mineral de primera calidad y los abundantes hatos de ganado lechero, se ha dado a conocer como la "Ciudad Carbonífera y Lechera de Colombia". Es considerado un destino turístico por sus rocas perfectas para la escalada.

## Toponimia

### Origen lingüístico[3]
- Familia lingüística: Chibcha
- Lengua: Muysccubun

### Significado
El topónimo Guachetá, en muysc cubun (idioma muisca) significa «Labranza de nuestro cerro» o «Labranza del Mancebo». Guachetá presenta los vocablos gua "cerro, cordillera", chi-zi "nosotros", che-chie "luna, mes", ta "dominio, labranza".

### Origen / Motivación
A la llegada de los conquistadores al mando de Gonzalo Jiménez de quesada, este encontró pequeños caseríos donde el más grande era Guachetá, el cual es el nombre original del territorio llamado así por sus antiguos habitantes, los extintos indígeneas Muyscas.

### Nombres históricos
- San Gregorio (1537)
- San Gregorio Magno de Guachetá (1778)

## Historia

### Leyendas muiscas
De acuerdo a la mitología muisca, en este territorio nacería el hijo del Sol (Sué) y de una doncella, hija del cacique, producto de su fecundación directa en el cerro más imponente de las cercanías de la laguna de Fúquene, conocido como el cerro del sol. Allí todas las mañanas en la época anunciada por los chyquy (sacerdotes muiscas) para que sucediera la fecundación, las doncellas esperaban los primeros rayos de sol en espera a que el gran poder de Sué depositara la semilla de vida del ser prometido en su vientre. La afortunada hija del cacique de Guachetá quedó en cinta por el poder de Sué y dio a luz, nueve meses después, una esmeralda de grandes proporciones que, con el tiempo, fue transformándose en un niño que recibió por nombre Goranchacha. 
Goranchacha se hizo adulto y recorrió los territorios muiscas predicando las enseñanzas de Bochica, ganándose el título de profeta y líder de los muiscas.

### Época hispánica
Al llegar los españoles, los muiscas tenían en Guachetá un templo dedicado a Sué, dios del Sol. El poblado indígena de Guachetá fue el primer caserío muisca de Cundinamarca con el que se encontraron la tropa al mando de Gonzalo Jiménez de Quesada, el lunes 12 de marzo de 1537, denominándolo San Gregorio por coincidir la fiesta de este santo con el día de su llegada. Los guachetunos les entregaron a los españoles, como signo de amistad, comida, regalos, tejos de oro y esmeraldas. Fue tan amable el recibimiento, que desde entonces los españoles consideraron a Guachetá una tierra de paz y libertad. El Padre Fray Domingo de las Casas, que venía en compañía de Jiménez de Quesada, bautizó a dos niños muiscas de Guachetá. Como recompensa por los buenos servicios prestados a los españoles, el Rey premió a los habitantes de Guachetá con una Cédula Real que los hacía exentos de ir a la mita o alquiler en los pueblos de españoles, como sí lo tenían que hacer los demás pueblos conquistados.

### SigloXXI
En los años 2007 y 2011 este municipio cundinamarqués sufrió terribles inundaciones por causa de la apropiación de las tierras que pertenecían a la Laguna de Fúquene aproximadamente desde 1926 cuando se redujo el tamaño de la laguna considerablemente para la producción de tierras ganaderas y agrícolas, es decir, básicamente la laguna anegó terrenos que hacían parte de la misma y fueron desecados para dedicarlos a distintas actividades.
En las veredas de Rabanal, Pueblo Viejo, La Isla, La Puntica y Punta Grande se registraron inundaciones alrededor del año 2011 en el mes de abril por el aumento del caudal del Río Lenguazaque, además de todos los vallados y riachuelos, los cuales inundaron toda esta zona causando grandes catástrofes además de las grandes pérdidas económicas y de cabezas de ganado.

## Geografía

### Límites municipales
| Noroeste: Fúquene (Laguna de Fúquene) | Norte: Ráquira ( Boyacá) | Nordeste: Samacá ( Boyacá)   |
| Oeste: Fúquene (Río Ubaté)            |                          | Este: Ventaquemada ( Boyacá) |
| Suroeste: Ubaté (Río Lenguazaque)     | Sur: Lenguazaque         | Sureste: Lenguazaque         |

### División administrativa
El municipio cuenta con 20 veredas: Peñas, Santuario, Falda de Molino, San Antonio, Frontera, Gachetá Alto, Cabrera, Monroy, Gacha, Gachetá El Carmen, Ticha, Miñá, Nenguá, Tagua, Rabanal, Pueblo Viejo, Ranchería, La Isla, La Puntica y Punta Grande.

## Turismo

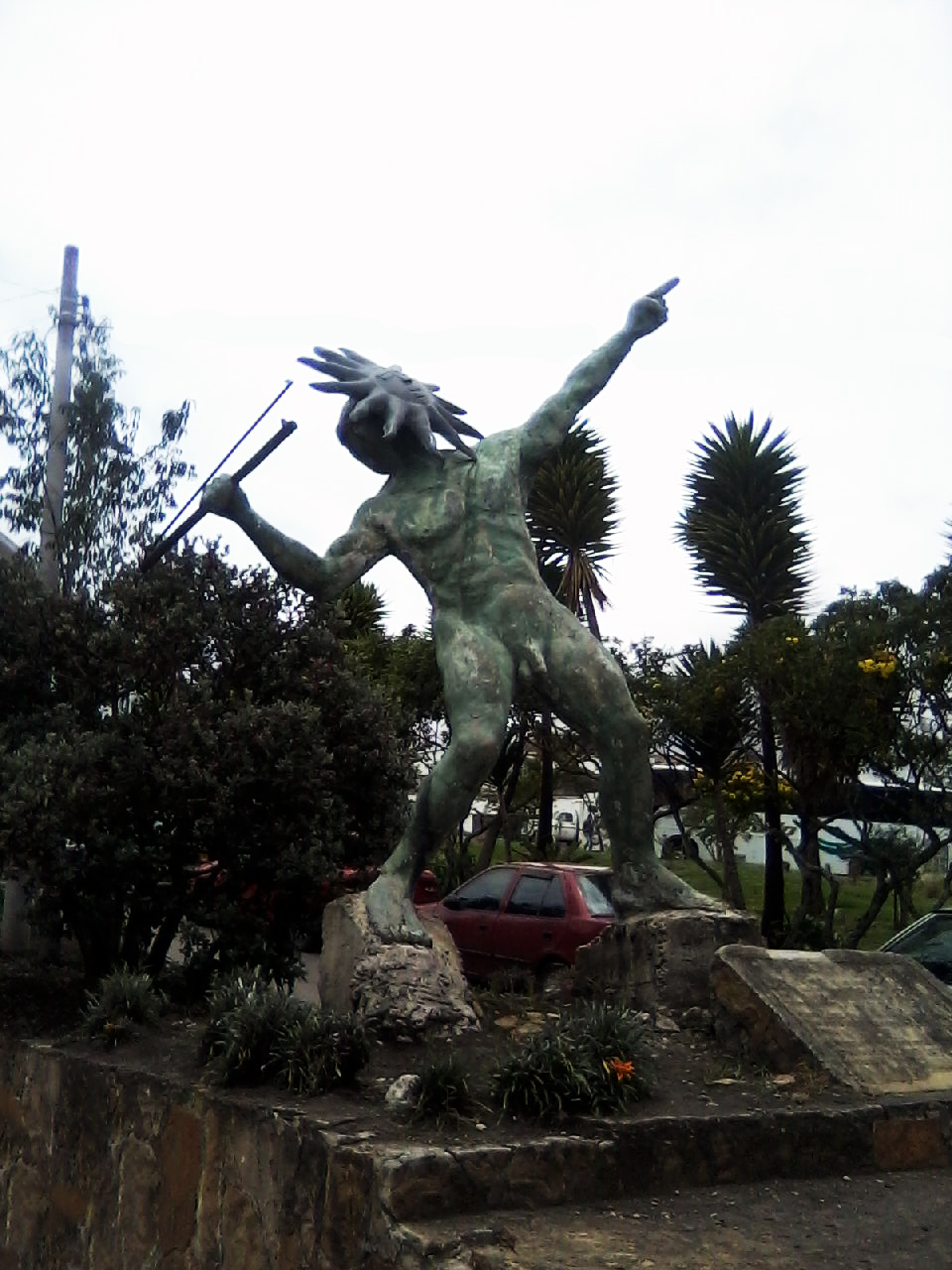
Goranchacha, Hijo de Sué

Guachetá destaca por sus bellos paisajes de altiplano, con frondosos bosques, bellísimos páramos y su arquitectura colonial. El municipio cuenta con muchos parajes que vale la pena conocer. 
- Artesanías: Productos en fique y lana.
- Caminos reales
- Capilla del Cementerio
- Capilla del Divino Niño Jesús
- Casa de la Cultura
- Cerro del Sol: Invadido por historias y leyendas sobre Goranchacha, cacique chibcha, hijo del sol y su séquito que enterraron tesoros en este cerro.
- Cerro Naranjito: Lugar donde se ocultó Luis Vargas Tejada y escribió en medio de las noches y frescas alboradas su frustrada la Conspiración Septembrina contra el libertador Bolívar.
- Cerro de "La Virgen": donde se aprecia un panorama del pueblo desde un santuario a Nuestra Señora del Tránsito (Patrona del municipio)
- Hacienda Rabanal
- El robledal
- Páramo del Rabanal.
- Parroquia de San Gregorio Magno.
- Laguna de Fúquene.
- Hacienda La Lucerna.
- Cabalgatas en los cerros aledaños.
- Excelentes parajes para acampar.
- Minas artesanas ubicadas por todo el municipio.
- Polideportivo "Carlos J Cendales". Salida a la vereda Frontera, 200 m del casco urbano.
- Fiestas del Minero y el Transportador en honor a la Virgen del Carmen.
- Ferias y fiestas en el mes de agosto.

## Actividades económicas
- Minería
- Extracción carbonífera.
- Coquización de carbón.
- Agricultura.
- Ganadería.
- Transporte.
- Servicios de alojamiento.
- Servicios de gastronomía.
- Servicios financieros y bancarios.
- Servicios de comunicaciones.
- Comercio al por mayor y menor.
- Droguería.
- Hipermercado, frúveres y carnes
- Talleres de mecánica y de ornamentación.
- Estilistas, peluquería y Barbería.
- Artesanías en junco, lana, madera y fique.
- Misceláneas, ropa, y papelería.
- Ferreterías.
- Otros.

## Deporte
Deportes Foráneos: 

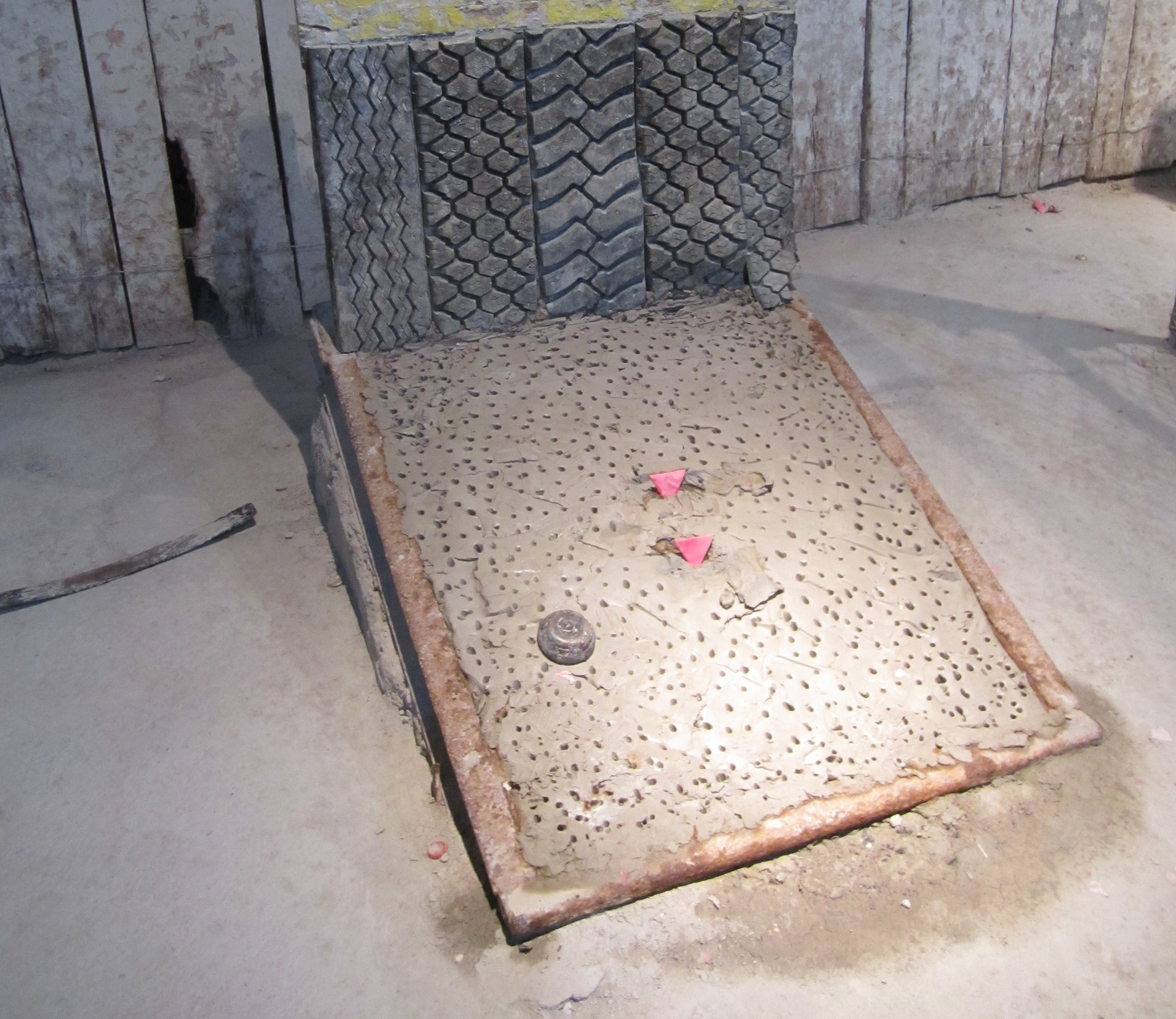
Cancha de Tejo o Turmequé

- Sus escarpados caminos veredales son ideales para la práctica de deportes como el enduro, ciclo montañismo, downhill o el senderismo. No obstante, estas actividades son practicadas principalmente por turistas.

Deportes tradicionales del municipio: 
- Los guachetunos tienen como deporte favorito el futsal, con campeonatos todo el año en diferentes locaciones del municipio.
- El tejo o turmequé es un deporte milenario de tradición muisca (deporte nacional de Colombia) con gran arraigo en los habitantes del municipio, practicado principalmente como un deporte de fines de semana que fortalece los lazos de amistad de quienes lo practican. Este deporte es tan importante que muchas casas de área rural del municipio, cuentan con una cancha de tejo.

## Instituciones de educación
- I.E.D. El Carmen de Guachetá.
- I.E.D. Nuestra Señora del Tránsito.
- I.E.D. Miña y Ticha.

## Movilidad
A Guachetá se llega a través de las rutas nacionales 45A y 55 desde el municipio de Chía pasando por la variante de Cucunubá y de ésta a Lenguazaque al norte hasta el casco urbano guachetuno, partiendo en bifurcación a Fúquene (por la vía a Capellanía), San Miguel de Sema y Ráquira (estas dos últimas, en Boyacá).